# Корбьер (регион)

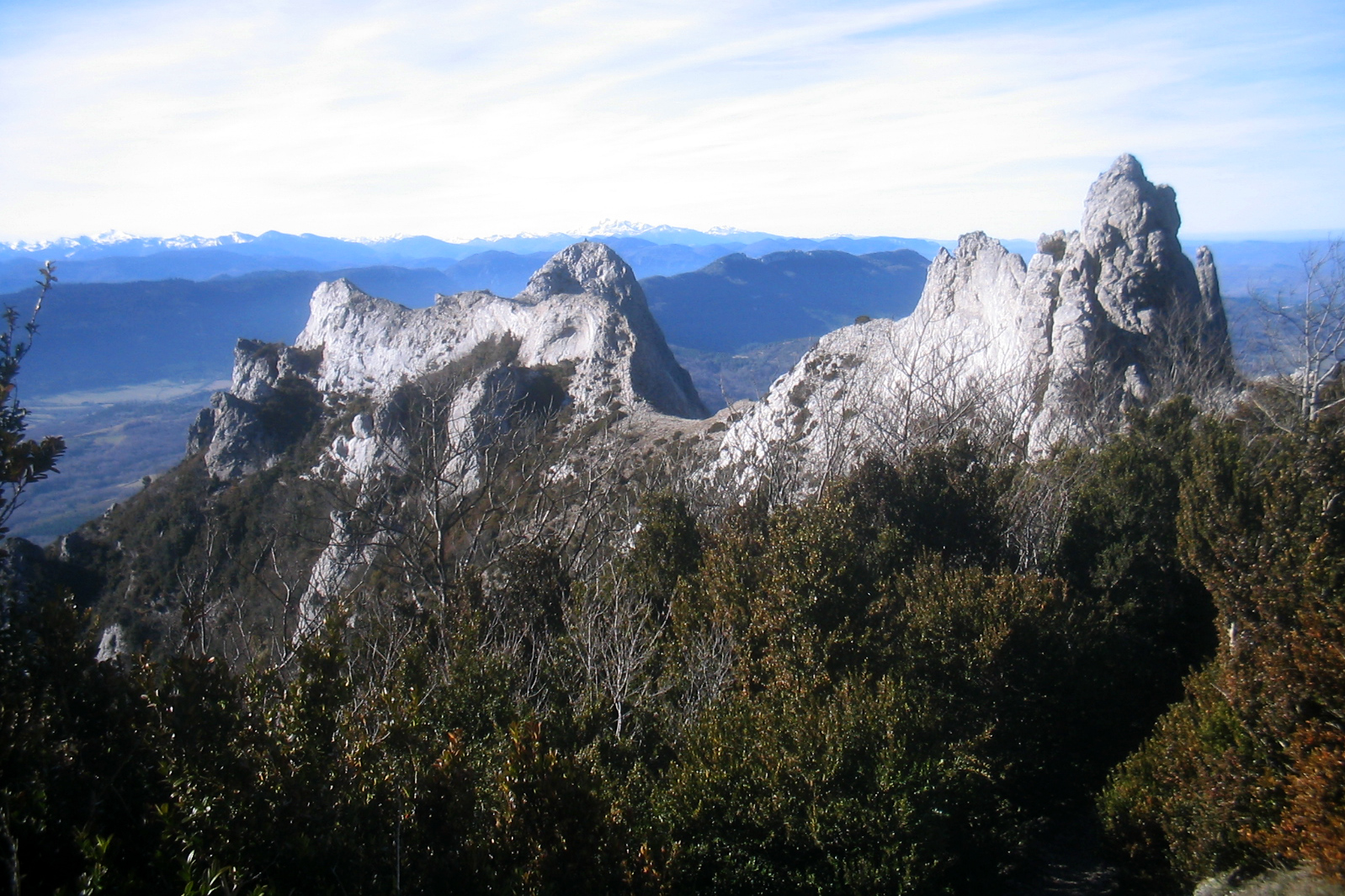
Пик Бюгараш (1 231 м) — наивысшая точка хребта Корбьер

Корбье́р (окс. Corbièras, фр. Corbière, кат. Corberes) — географическая область с горной цепью во Франции, в административном регионе Окситания, в департаментах Од и Восточные Пиренеи.
С исторической точки зрения Корбьер расположен в регионах Лангедок (Окситания) и Руссильон (Северная Каталония, Каталонские земли). Северная часть является окситанским районом (согласно классификации районов Фредерика Зегирмана), в то время как южная часть является суб-районом каталонского Руссильона.
Крупнейшим городом окситанской части является Лезиньян-Корбьер.
Горная цепь Корбьер — отрог Восточных Пиренеев на водоразделе pек Од и Агли; состоит из крутых голых скал и достигает 1231 м высоты (пик Бюгара́ш).